# Parque nacional Sipacate-Naranjo
El parque nacional Sipacate-Naranjo se encuentra en la costa del Pacífico de Escuintla en Guatemala (13°55′12″N 91°05′11″O / 13.919955, -91.086473). El parque se extiende entre los pueblos costeras de Sipacate y Naranjo y cubre un área de 20 km de largo y 1 km de ancho, con bosques de mangle, lagunas y playas.
Los bosques de mangle en el parque están compuestos de diferentes especies, como el mangle blanco (Laguncularia racemosa), mangle negro (Avicennia nitida, Avicennia germinans) y varios especies de Rhizophora, incluyendo mangle rojo (Rhizophora mangle). Entre los árboles transicionales hay Sabal mexicana y Pachira aquatica.
Las playas del parque son zonas de cría para diferentes especies de tortuga marina, incluyendo la tortuga golfino (Lepidochelys olivacea), tortuga verde (Chelonia mydas), tortuga laúd (Dermochelys coriacea), y tortuga carey (Eretmochelys imbricata). Todas son en peligro de extinción. Otros reptiles que se encuentran en el parque son iguanas, y tortugas de agua dulce.
Más de 90 especies de aves migratorios y residentes han sido identificados en el parque, incluyendo una larga población de garzas (Ardeidae), cormoranes (Phalacrocoracidae), pelicanos (Pelecanidae), ibises (Threskiornithidae), Chorlos (Charadriidae) y gaviotas (Laridae).